# Runddorf

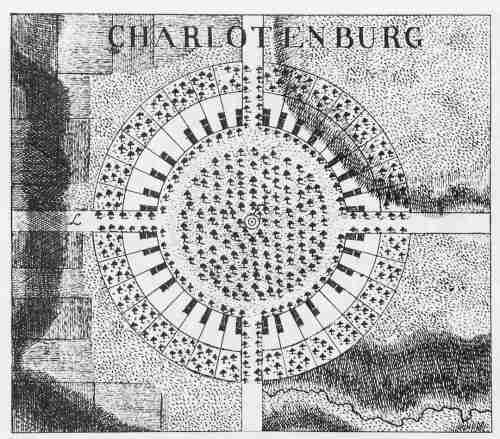
Charlottenburg in Siebenbürgen, idealisierter Plan von 1780

Runddorf ist eine allgemeine Bezeichnung für ein Dorf, das in einer runden oder ovalen Form um einen Platz gebaut ist. Runddörfer gibt und gab es in verschiedenen Regionen zu verschiedenen Zeiten.

## Varianten
Die Wohnhäuser stehen in der Regel mit der Giebelseite um einen Platz, traufständig in Keil- oder Sektorenform. Es gibt historisch verschiedene Bezeichnungen für diesen Siedlungstyp, je nach Region und Entstehungszeit.
- Circulades, Runddörfer im Languedoc in Südfrankreich

- Platzdorf, Häuser um einen Platz, in runder, ovaler oder ähnlicher Form
- Ringdorf, Runddorf in den Niederlanden um einen runden Platz, meist mit einer Kirche in der Mitte
- Rundling, Bezeichnung für Dörfer im Hannoverschen Wendland, von slawischer Bevölkerung im Mittelalter
- Rundangerdorf, Häuser um einen Anger, in ovaler Form

## Verbreitung
Runddörfer sind ein seltener Siedlungstyp (häufiger sind unregelmäßige Dorfformen, sowie Straßen- bzw. Langdörfer).
In Mitteleuropa entstanden Runddörfer im Mittelalter vor allem in slawisch besiedelten Gebieten, meist unter deutschen Regionalherrschaften, besonders häufig im Wendland, aber auch in Mecklenburg, Pommern, Brandenburg, dem östlichen Thüringen, und Sachsen und Böhmen.
In Afrika gibt es Runddörfer in traditionell besiedelten Gebieten, ebenso in Brasilien und weiteren Ländern.
In Nord- und Südamerika ist diese Dorfform aus präkolumbianischer Zeit bekannt.

## Slawische Runddörfer (Auswahl)

### Entstehung

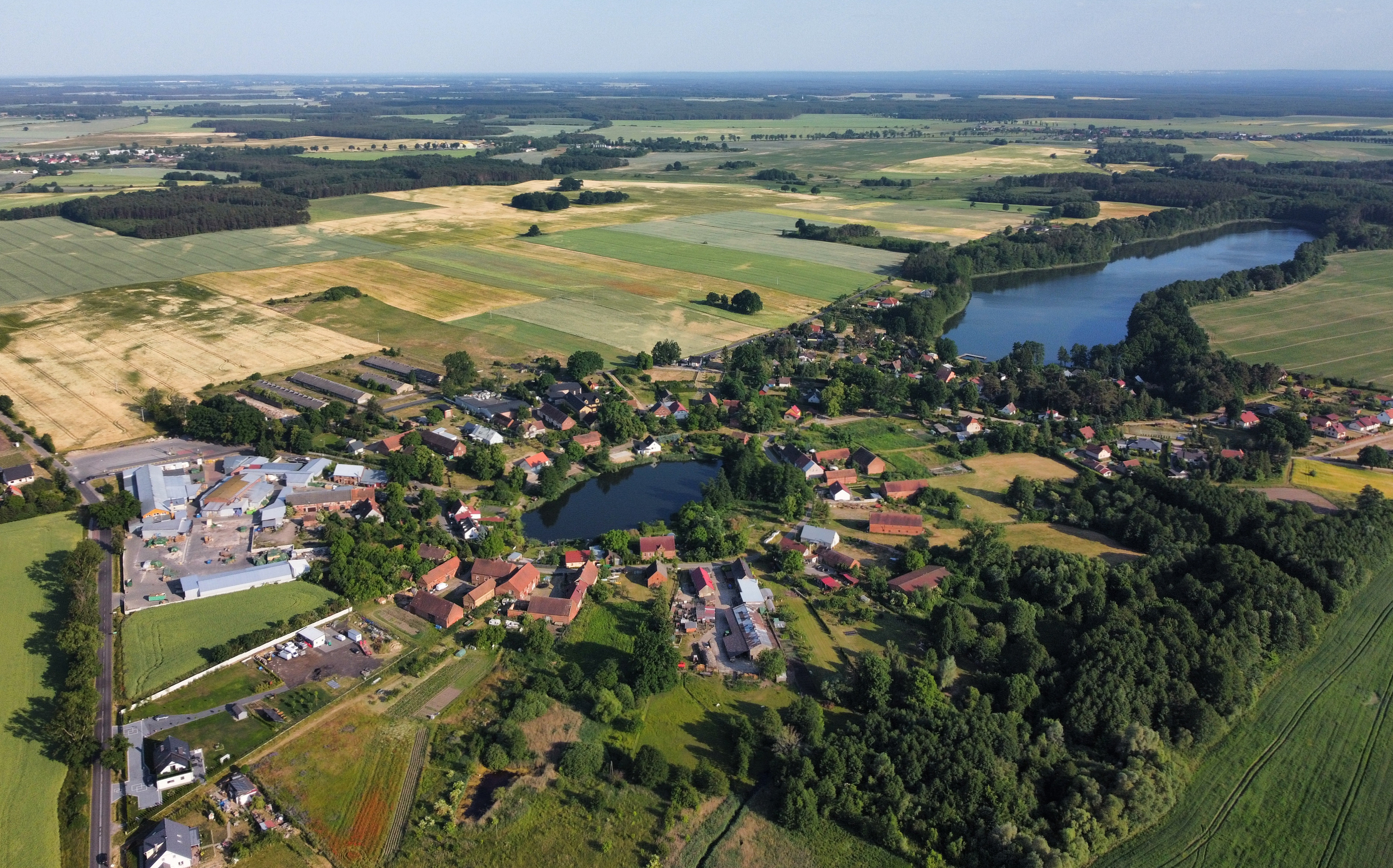
Lanke (Łąkie) in Woiwodschaft Lebus (Polen)

Die Gründe für die Entstehung der slawischen Runddörfer ist bisher nicht bekannt. Sie entstanden aber vor allem in den westlichsten slawischen Gebieten in direkter Nähe zu dichter besiedeltem deutschsprachigen Siedlungen.
Die Entstehungszeit lag frühestens im 13. Jahrhundert, da dort bisher keine typisch slawische Keramik aus der vorhergehenden Zeit gefunden wurde.

### Wendland
Die meisten Runddörfer finden sich im Wendland westlich der Elbe um Lüchow, unmittelbar an deutsches Siedlungsgebiet grenzend.
Auch im westlich angrenzenden Gebiet um Uelzen gibt es einige Runddörfer, die teilweise slawische Namen tragen.
- Bockholt
- Groß Ellenberg
- Katzien
- Növenthien
- Kölau
- Wendschott auf dem Vorsfelder Werder
- Brackstedt, auf dem Vorsfelder Werder
- Rühen, auf dem Vorsfelder Werder
- Barwedel
- Velpke

### Mecklenburg
Im Südwesten Mecklenburgs an der Grenze zu deutsch besiedeltem Gebiet gab es einige Runddörfer, die jedoch inzwischen überformt wurden.
- Wöbbelin
- Fahrbinde
- Lehmkuhlen

Auch im Warnowgebiet waren einige Runddörfer bekannt.

### Brandenburg
Im westlichen Brandenburg gab es einige Runddörfer. Diese wurden später überformt und haben dann überwiegend die Form von Sackgassendörfern angenommen. Der Zugang zum Dorfinneren wurde dann wie die Spitze eines Dorfangers, so dass sich für das Dorf eine Tränenform ergibt. Die Häuser stehen fast immer traufständig. In einigen Fällen wurden Kirchen auf der Mitte des Platzes errichtet.
Die ältesten Erwähnungen sind erst aus dem 14. Jahrhundert erhalten.
Prignitz
inzwischen meist Sackgassendörfer
- Jabel bei Heiligengrabe
- Glienicke bei Heiligengrabe
- Klein Woltersdorf bei Groß Pankow
- Kuhblank
- Läsikow
- Porep bei Putlitz

Havelland
- Buberow bei Gransee (ähnelt eher einem Sackgassendorf)
- Neuendorf bei Potsdam (stark überformt)
- Grube bei Potsdam
- Reesdorf bei Beelitz
- Wesendorf bei Zehdenick

Teltow
- Paplitz bei Baruth (stark überformt)
- Radeland bei Baruth
- Schöneiche bei Zossen
- Schmöckwitz, jetzt in Berlin
- Bohnsdorf, jetzt in Berlin